# Пурума
Пурума (лат. Pourouma) — род деревянистых растений семейства Крапивные (Urticaceae), распространённый в тропических и субтропических регионах Центральной и Южной Америки.

## Ботаническое описание
Деревья, часто с ходульными корнями. Листья цельные или пальчаторассечённые, жилкование перистонервное или пальчатое.
Соцветия многократно разветвлённые, пестичные соцветия иногда полузонтичные. Тычиночные цветки часто на цветоножках, большей частью более или менее плотно собраны в клубочки на концах конечных веточек соцветия; околоцветник 4(3)-лопастной или 4(3)-рассечённый; тычинок 4(3), прямые. Пестичные цветки обычно на цветоножке; околоцветник трубчатый, от цельного до 4(3)-лопастного или 4(3)-зубчатого; рыльце почти щитовидное. Плод крупный, эндокарпий более или менее деревянистый. Семена крупные, эндосперм отсутствует.

## Виды
Род включает 31 вид:
- Pourouma acuminata Mart. ex Miq.
- Pourouma amacayacuensis Gaglioti & Romaniuc
- Pourouma bergii Gaglioti & Romaniuc
- Pourouma bicolor Mart.
- Pourouma bolivarensis C.C.Berg
- Pourouma cecropiifolia Mart. — Пурума цекропиелистная, или Пурума бразильская
- Pourouma cordata C.C.Berg
- Pourouma cucura Standl. & Cuatrec.
- Pourouma cuspidata Mildbr.
- Pourouma elliptica Standl.
- Pourouma ferruginea Standl.
- Pourouma floccosa C.C.Berg
- Pourouma formicarum Ducke
- Pourouma guianensis Aubl. typus[1]
- Pourouma herrerensis C.C.Berg
- Pourouma hirsutipetiolata Mildbr.
- Pourouma melinonii Benoist
- Pourouma minor Benoist
- Pourouma mollis Trécul
- Pourouma montana C.C.Berg
- Pourouma myrmecophila Ducke
- Pourouma napoensis C.C.Berg
- Pourouma oraria Standl. & Cuatrec.
- Pourouma ovata Trécul
- Pourouma petiolulata C.C.Berg
- Pourouma phaeotricha Mildbr.
- Pourouma saulensis C.C.Berg & Kooy
- Pourouma stipulacea C.C.Berg
- Pourouma tomentosa Mart. ex Miq.
- Pourouma velutina Mart. ex Miq.
- Pourouma villosa Trécul